# Брзо клизање
Брзо клизање је спорт у којем је циљ у што краћем времену прећи задану удаљеност клижући на леду. У основној и најраширенијој варијанти овог спорта такмичари се такмиче на кружној стази дужине 400 метара, која може бити у дворани или на отвореном. Постоји и варијанта овог спорта на краћој стази, која је описана у чланку брзо клизање на кратким стазама (позната и као шорт-трак). Међународним такмичењима, правилима и развојем овог спорта руководи Међународни клизачки савез (ISU).
Стандардно клизалиште за брзо клизање дуго је 400 m, али повремено се користе и краћа (200, 250, 333 ⅓ m). Брзо клизање је једна од две олимпијске форме клизања и она са дужом историјом. Међународни савез основан је 1892, најраније од свих савеза зимских спортова. Јако је популарно у Холандији и Норвешкој, међутим, најпознатија светска клизалишта налазе се и у другим земљама (САД, Канада, Немачка, Италија, Русија, Јапан, Јужна Кореја). Такмичења Светског купа одржавају се у овим земљама, уз 2 такмичења у Тиалфу, леденој дворани у холандском Херевену. ISU-ова правила дозвољавају одређена одступања у величини и радијусу кривина.
Брзо клизање на кратким стазама одржава се на мањим клизалиштима, обично на онима за хокеј. Удаљености су краће него у дужој верзији; најдужа олимпијска трка је она на 1.500 m (женска штафета је на 3.000, а мушка на 5.000 m). Трке су обично на испадање и 2 најбоља такмичара из квалификацијских група (које имају 4 или 5 клизача) пролазе у наредну фазу такмичења. Дисквалификације и падови нису ретки.
У тркама обично постоје правила за дисквалификацију ако противник буде ометен на неспортски начин; ова правила варирају од дисциплине до дисциплине. На дугим стазама кажњава се скоро свако ометање противника иако је клизачима дозвољено да, ако нису у могућности да се задрже у унутрашњој траци, пређу из унутрашње у спољну при изласку из последње кривине све док тиме не ометају другог клизача. У тркама с масовним стартом обично се дозвољава одређена количина физичког контакта.
Тимске трке такође се одржавају. На дугим стазама једина тимска трка на највишим нивоима такмичења јест екипна потера иако се на дечијим такмичењима одржавају штафетне трке, као у атлетици. Штафетне трке одржавају се и на кратким стазама, али овде су измене клизача могуће било кад у трци мада могу бити забрањене у последња 2 круга.
Већина трка одржава се на овалним стазама, али постоје изузеци. Димензије овалне стазе варирају; на кратким стазама дужина стазе мора бити 111,12 m док се за клизање на дугим стазама користи стаза стандардизиране дужине од 400 m.
У Холандији се такмичења у маратонском брзом клизању могу одржавати на природном леду у каналима и воденим површинама попут језера и река, али и на вештачким стазама дужине 400 m, које клизачи обиђу, нпр, 100 пута.

## Историја
Корени брзог клизања стари су више од миленија. Оно потиче из Скандинавије, северне Европе и Холандије, где су људи на ђонове ципела стављали кости и такве их користили да путују преко залеђених река, канала и језера. Тек много касније, у 16. веку, на клизање се почело гледати као на забаву, а можда чак и као на спортску активност.
Међутим, клизање и брзо клизање нису били ограничени само на Скандинавију и Холандију; 1592. године један Шкот дизајнирао је клизаљку са жељезном оштрицом. Управо су овакве клизаљке довеле до ширења клизања, нарочито брзог. Године 1642, у Единбургу је основан први службени клизачки клуб, а 1763. у мочварама Фенс у источној Енглеској одржана је прва брзоклизачка трка. У Холандији су људи почели да иду залеђеним воденим токовима који су повезивали 11 фризијских градова, што је касније прерасло у такмичење под именом Елфстедентохт (види испод).
До средине 19. века љубав према овом спорту развила се и у Северној Америци. Управо је ту изумљена оштрица у потпуности направљена од челика. Холанђани су поново избили у први план 1889, кад су организовали прво светско првенство. Међународни клизачки савез основан је у Холандији 1892. Почетком 20. века клизање и брзо клизање стекли су углед као једне од популарнијих спортских активности.

### Развој ISU-а
Организоване трке на клизаљкама развиле су се у 19. веку. Норвешки клубови били су домаћини разних такмичења од 1863, а трке у Христијанији (данашњем Ослу) привлачиле су и петоцифрен број гледалаца. Године 1884, Норвежанин Аксел Паулсен проглашен је аматерским светским прваком након победа на такмичењима у САД. Пет година касније један спортски клуб из Амстердама организовао је брзоклизачко такмичење које је назвао светским првенством, с учесницима из Русије, САЂа и Уједињеног Краљевства и Холандије. Internationale Eislauf Vereinigung, данас познат као Међународни клизачки савез (International Skating Union – ISU), основан је на састанку представника 15 држава у Схевенингену 1892. и то је био први светски савез у неком зимском спорту. Nederlandse Schaatsrijderbond (Холандски клизачки савез) основан је 10 година раније и организовао је светска првенства 1890. i 1891. Такмичења су одржана на стазама различитих дужина – меч између Паулсена и Ремкеа ван дер Зеа из 1885. одржан је на стази дужине 6/7 миље (1.400 m) – али ISU је 1892. стандардизовао дужину траке од 400 m, као и дужине трка за светским првенствима: 500, 1.500, 5.000 и 10.000 m. Клизачи су трке почињали у паровима, сваки у својој траци, које су мењали у сваком кругу како би сваки клизач прешао исту удаљеност. Ово је оно што је данас познато као брзо клизање на дугим стазама. Такмичења су била искључиво за клизаче аматере и то је спровођено као правило. Петер Синеруд дисквалифициран је због професионализма 1904. и изгубио титулу светског првака.
Светски рекорди на дугим стазама први пут су регистрирани 1891. и рапидно су побољшавани. Јап Еден поправио је светски рекорд на 5.000 m за пола минуте на Европском првенству 1894. Овај рекорд трајао је 17 година, а требало је 50 година да буде поправљен за још пола минута.

### Елфстедентохт
Елфстедентохт (хол. Турнеја /кроз/ 11 градова) организован је као такмичење 1909. и одржава се у неправилним интервалима, кад год се лед на рути сматра довољно добрим. Друге трке на отвореном развиле су се касније; Северна Холандија била је домаћин једне 1917, али природни услови леда у Холандији ретко су били погодни за клизање. Елфстедентохт је одржан 15 пута у периоду од скоро 100 година од 1909, а пре него што је вештачки лед постао доступан 1962. национална првенства одржана су у 25 година између 1887, кад је у Сликерверу организовано прво првенство, и 1961. Откако је вештачки лед постао уобичајен у Холандији, холандски брзоклизачи налазе се у светском врху у брзом клизању на дугим стазама и маратонском брзом клизању. Друго решење да се маратонске трке и даље одржавају на природном леду прерасло је у Алтернативни Елфстедентохт, чије се трке одржавају у другим државама, попут Аустрије, Финске или Канаде и сви најбољи маратонски брзоклизачи, као и хиљаде рекреативаца, путују на локације где се трка одржава. Према Јапу Блоембергену, новинару NRC Handelsblada, држава „поприми карневалски изглед” током међународних клизачких првенстава.

### Зимске олимпијске игре
Брзо клизање присутно је на Зимским олимпијским играма од 1924. На Олимпијском конгресу 1914. делегати су се сложили да се брзо клизање уврсти на ОИ 1916. након што је уметничко клизање уврштено на ОИ 1908. Међутим, Први светски рат прекинуо је све планове за олимпијско такмичење и брзо клизање ушло је у олимпијски програм тек 1924. као део Недеље зимских спортова у Шамони Мон Блану, којој је ретроактивно додијељен олимпијски статус. Прву златну олимпијску медаљу освојио је Чарлс Џутроу из Лејк Плесида иако је неколико Норвежана тврдило да је Оскар Олсен имао брже време. Проблеми с мерењем времена на 500 m били су стални проблем све до појаве електронских сатова у 1960-им; током трке на 500 m на ЗОИ 1936. сугерисано је да је победничко време Ивара Балангруда било скоро секунду брже. Финска је освојила остале 4 златне медаље 1924, уз победе Класа Танберга на 1500 и 5000 m те у вишебоју. То је био први и једини пут да је у брзом клизању додељена златна олимпијска медаља у вишебоју.
Норвешки и фински брзоклизачи освојили су све златне медаље на светским првенствима у међуратном периоду, док су се на европским првенствима до победничког постоља успели пробити Аустријанци и Латвијци. Међутим, трке у Северној Америци често су се одржавале с масовним стартом, слично маратонским тркама у Холандији. Олимпијске трке морале су се клизати на четири удаљености које је одобрио ISU. Савез је одобрио и предлог да трке на ЗОИ 1932. у Лејк Пласиду буду с масовним стартом и Американци су освојили све 4 златне медаље. Канада је освојила 5 медаља (све сребрне и бронзане), док је актуални светски првак Танберг остао код куће у знак протеста против оваквог формата трка. На СП-у одржаном непосредно након ЗОИ-а, без учешћа америчких првака, норвешки такмичари победили су у све 4 трке и заузели прва 3 места у поретку вишебоја.
Челни људи брзог клизања у Норвешкој, Шведској, Финској и Јапану уложили су протест Америчком олимпијском комитету осудивши начин такмичења и изразивши жељу да се трке с масовним стартом више никад не одрже на Олимпијским играма. Ипак, ISU је 1967. прихватио огранак брзог клизања на кратким стазама, с масовним стартом, организовао међународна такмичења почевши од 1976. и довео га назад на Олимпијске игре 1992.

## Правила брзог клизања
Брзо клизање се изводи на кружној стази дужине 400 метара, која има две стазе, спољашњу и унутрашњу. Кривине су радијуса 25—26 метара на унутрашњој стази, а ширина сваке стазе је 4—5 метара. Такмиче се истовремено два такмичара, један у унутрашњој и један у спољашњој стази. Клизачи носе на рамену траку чија боја означава стазу у којој је клизач стартовао, белу за унутрашњу и црвену за спољашњу стазу. С обзиром да је унутрашња стаза краћа, такмичари током трке, зависно о дужини стазе, морају више пута заменити стазе у којим клижу, да би се изједначиле удаљености. 
Уобичајене деонице за службена такмичења су 500, 1.000, 1.500, 3.000 (само жене), 5.000 и 10.000 метара (само мушкарци).
Постоји и екипно такмичење, у којем се такмиче по три клизача из једне екипе, такође у формату две екипе у трци. Екипе клижу само у унутрашњим стазама, а стартују са супротних страна, и то по 8 кругова мушкарци односно 6 кругова жене.

## Такмичења у брзом клизању
Брзо клизање је олимпијски спорт па је био у програму свих Зимских олимпијских игара до сада. Међународна клизачка организација (ISU) једна је од најстаријих спортских организација, па организује Светска првенства у брзом клизању још од 1893. године.
Најуспешнији такмичари долазе из Холандије, која је једна од ретких земаља у којој овај спорт има широку популарност и где су брзи клизачи и клизачице праве спортске звезде.